# Lee Jinman
Lee Jinman, född 16 november 1976 i Toronto, Ontario, Kanada, är en kanadensisk före detta professionell ishockeyspelare.
Han har spelat för många klubbar under sin karriär. I Sverige spelade han för Timrå IK under en stor del av säsongen 2003/2004, innan han lämnade klubben för brittiska Nottingham Panthers.